# Emmerich Joseph von Dalberg

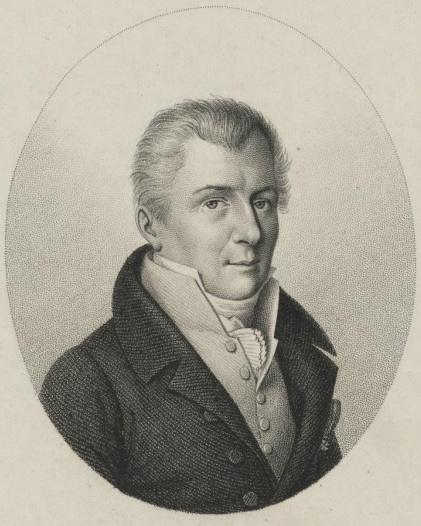
Emmerich von Dalberg (um 1815),
Porträtarchiv Diepenbroick im LWL-Museum für Kunst und Kultur

Emmerich Joseph von Dalberg (* 30. Mai 1773 in Mainz; † 27. April 1833 auf Schloss Herrnsheim) war ein zunächst badischer, später französischer Diplomat und Politiker, der 1810 durch Napoleon zum duc de Dalberg (Herzog von Dalberg) erhoben wurde.

## Herkunft
Emmerich Joseph von Dalberg war ein Sohn des Freiherrn Wolfgang Heribert von Dalberg und dessen Frau, Elisabeth Auguste Ulner von Dieburg (1751–1816), Enkelin des kurpfälzischen Diplomaten Franz Pleickard Ulner von Dieburg. Emmerich Joseph von Dalberg war damit auch ein Neffe von Großherzog Karl Theodor von Dalberg, des letzten Kurfürsten von Mainz, letzten Reichserzkanzlers des alten deutschen Reiches und Fürstprimas des Rheinbundes. Emmerich Joseph von Dalberg wurde am 31. Mai 1773, dem Pfingstsonntag, in St. Emmeran in Mainz getauft. Taufpate war der Mainzer Erzbischof Kurfürst Emmerich Joseph von Breidbach zu Bürresheim.

## Familie
Emmerich Joseph von Dalberg heiratete am 27. Februar 1807 in Paris Marie Pelline Thérèse Cathérine (* 1787; † 15. Dezember 1825 auf Schloss Herrnsheim), Tochter von Antonio Giulio Marqis de Brignole-Sale und seiner Frau, Anna, geborene Pieri.
Einziges Kind aus der Verbindung von Emmerich Joseph und Marie Pelline war Marie Louise Pelline (* 6. Januar 1813 in Paris, † 14. März 1860 in Brighton). Sie heiratete zwei Mal: Am 9. Juli 1832 in Paris Ferdinand Richard Edward Acton, 7. Baronet Acton, den Sohn von John Acton, 6. Baronet Acton, des Premierministers des Königreichs Neapel, und nach seinem Tod am 25. Juli 1840 in London Granville George Leveson-Gower, 2. Earl Granville (* 11. Mai 1815 in London; † 31. März 1891 in London). Ihr erster Ehemann, Richard Edward Acton, nahm nach dem Tod seines Schwiegervaters, Emmerich Josephs von Dalberg, der als letzter männlicher Nachkomme seiner Linie starb, den Namen Dalberg-Acton an. Nachdem 1940 mit Johannes Evangelist von Dalberg der letzte männliche Träger dieses Namens verstarb, sind heute die Nachkommen von Marie Louise von Dalberg die einzigen, die den Namen noch führen.

## Karriere

### Baden
Bereits als Kind hatte Emmerich Joseph von Dalberg eine Domherrenstelle in Mainz inne, auf die er aber bereits 1787 verzichtete.
1803 trat er in den badischen Staatsdienst ein. Als badischer Gesandter in Paris lernte er Charles-Maurice de Talleyrand-Périgord, den französischen Außenminister, kennen. Vom Juni 1808 bis zum März 1809 führte Dalberg in Karlsruhe vorübergehend und provisorisch das Finanzministerium und war Kabinettsdirektor der badischen Regierung. Nach einem Urlaub kehrte er im August 1809 auf seinen Gesandtschaftsposten in Paris zurück. Anfang 1810 war er an den Vorbereitungen zur Heirat von Napoleon I. und Marie-Louise von Habsburg im März 1810 beteiligt. Kurz darauf, im März 1810, schied er als badischer Gesandter in Paris und aus dem badischen Staatsdienst aus.

### Frankreich

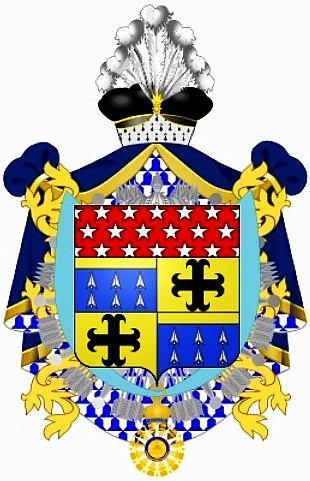
Wappen des Emmerich Joseph von Dalberg als napoleonischer duc de Dalberg mit dem Großkreuz des Ordens der Wiedervereinigung

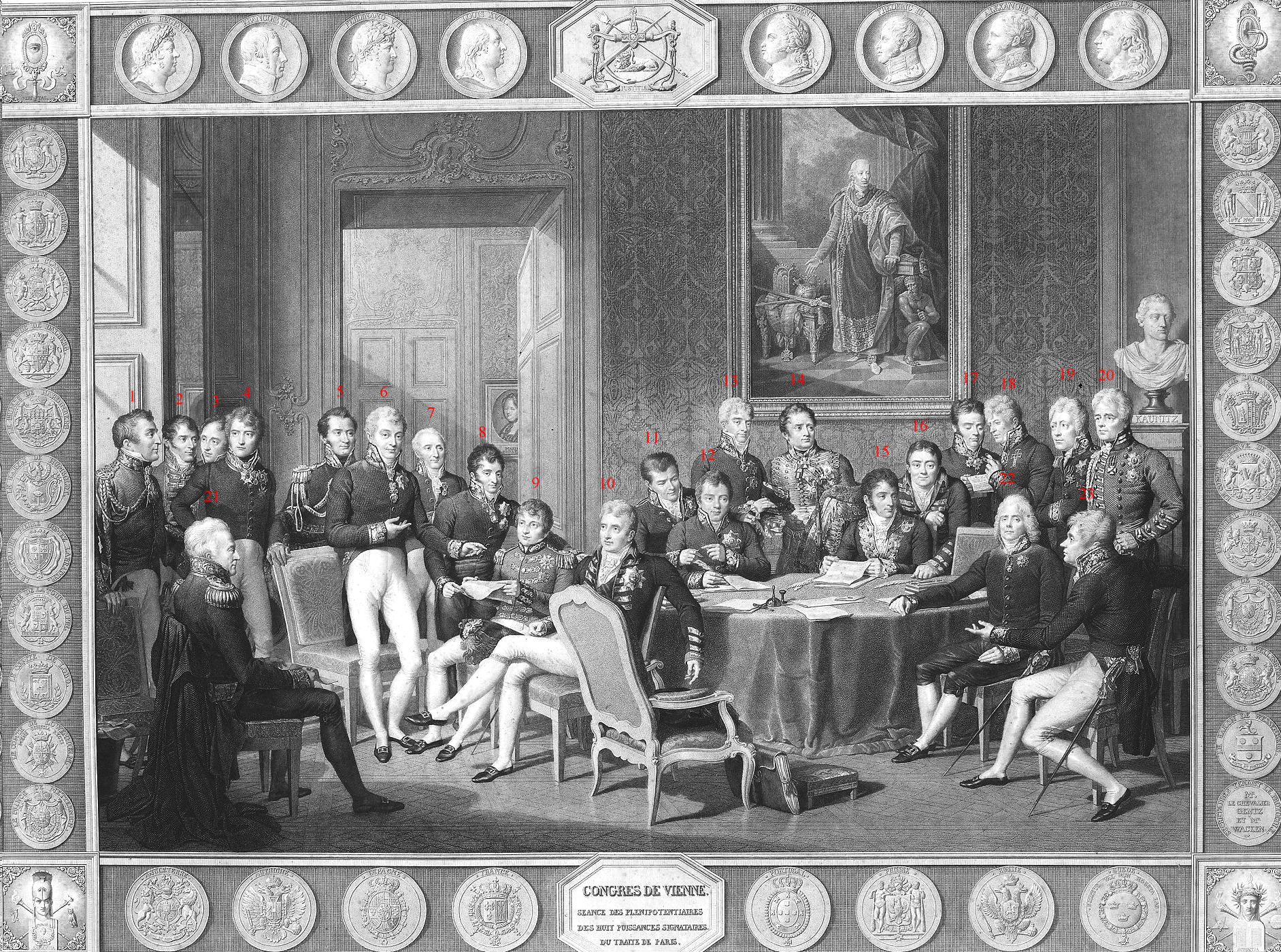
Delegierte des Wiener Kongresses in einem zeitgenössischen Kupferstich von Jean Godefroy nach dem Gemälde von Jean-Baptiste Isabey
1 Arthur Wellesley, 1. Duke of Wellington, 2 Joaquim Lobo da Silveira, 3 António de Saldanha da Gama, 4 Carl Axel Löwenhielm, 5 Paul-François de Noailles, 6 Klemens Wenzel Lothar von Metternich, 7 Frédéric-Séraphin de La Tour du Pin Gouvernet, 8 Karl Robert von Nesselrode, 9 Pedro de Sousa Holstein, 10 Robert Stewart, 2. Marquess of Londonderry, 11 Emmerich Joseph von Dalberg, 12 Johann von Wessenberg, 13 Andrei Kirillowitsch Rasumowski, 14 Charles Vane, 3. Marquess of Londonderry, 15 Pedro Gómez Labrador, 16 Richard Trench, 2nd Earl of Clancarty, 17 Nikolaus von Wacken, 18 Friedrich von Gentz, 19 Wilhelm von Humboldt, 20 William Cathcart, 1. Earl Cathcart, 21 Karl August von Hardenberg, 22 Charles-Maurice de Talleyrand-Périgord, 23 Gustav Ernst von Stackelberg

Die Stammgüter Emmerich Josephs von Dalberg lagen überwiegend auf dem linken Rheinufer und somit seit 1798 in Frankreich (Département du Mont-Tonnerre). Sie waren „vorübergehend“ beschlagnahmt (sequestriert). Er nahm die französische Staatsbürgerschaft an, um nicht mehr als „feindlicher Ausländer“ eingestuft zu werden, sondern sein Eigentum als französischer Inländer wieder zu erlangen. Zudem konnte er so – wohl über die engen Beziehungen zu Talleyrand – 1810 eine Standeserhöhung als duc de Dalberg in der Noblesse d’Empire erlangen, die mehrere Stufen in der Adelshierarchie übersprang und aus dem Freiherren einen Herzog machte.
"Als 1802 Dalberg nach Paris kam, versah er den mit der Säkularisierung der Kirchengüter beauftragten Minister (Talleyrand) unverzüglich mit allen Auskünften, über die er verfügte. Er hasste den Ersten Konsul so sehr, daß er seine Ermordung plante....die geheime Korrespondenz zwischen der russischen Gesandtschaft und St. Petersburg zu befördern, wurde Dalberg anvertraut...er übermittelte dem Zaren persönlich, der sie seinerseits London zugutekommen ließ...Talleyrand war also der vertraute Freund des offiziellsten und bestorganisiertesten Spions in Paris, der durch eine Mittelsperson sogar in der kaiserlichen Regierung saß." (Jean Orieux – "Talleyrand" S. 384)
Am 14. April 1810 wurde Emmerich Joseph von Dalberg zum Herzog und zum Staatsrat ernannt, erhielt eine Dotation in Höhe von 4 Millionen Francs und eine Jahresrente von 200.000 Francs. Der Herzogstitel lautete: Duc de Dalberg.
Als Talleyrand in Ungnade fiel, zog sich auch Dalberg zurück, wurde jedoch im April 1814, als Talleyrand an die Spitze der provisorischen Regierung trat, zu einem der fünf Regierungsmitglieder ernannt, die die Restauration der Bourbonen herbeiführten. Er nahm als bevollmächtigter Minister Frankreichs, zusammen mit Talleyrand, die französischen Interessen auf dem Wiener Kongress wahr. Napoleon I. setzte ihn nach seiner Rückkehr im Gegenzug auf die Liste der zwölf Verbannten, deren Güter konfisziert wurden.
Dalberg erhielt jedoch nach der zweiten Restauration der Bourbonen alles zurück, wurde Staatsminister und war Pair von Frankreich. 1816 wurde er Gesandter des französischen Königs beim König von Sardinien und Piemont in Turin. Anschließend lebte er in Paris und in den letzten Jahren seines Lebens auf seinem Schloss in Herrnsheim (heute: Worms).

## Wirken

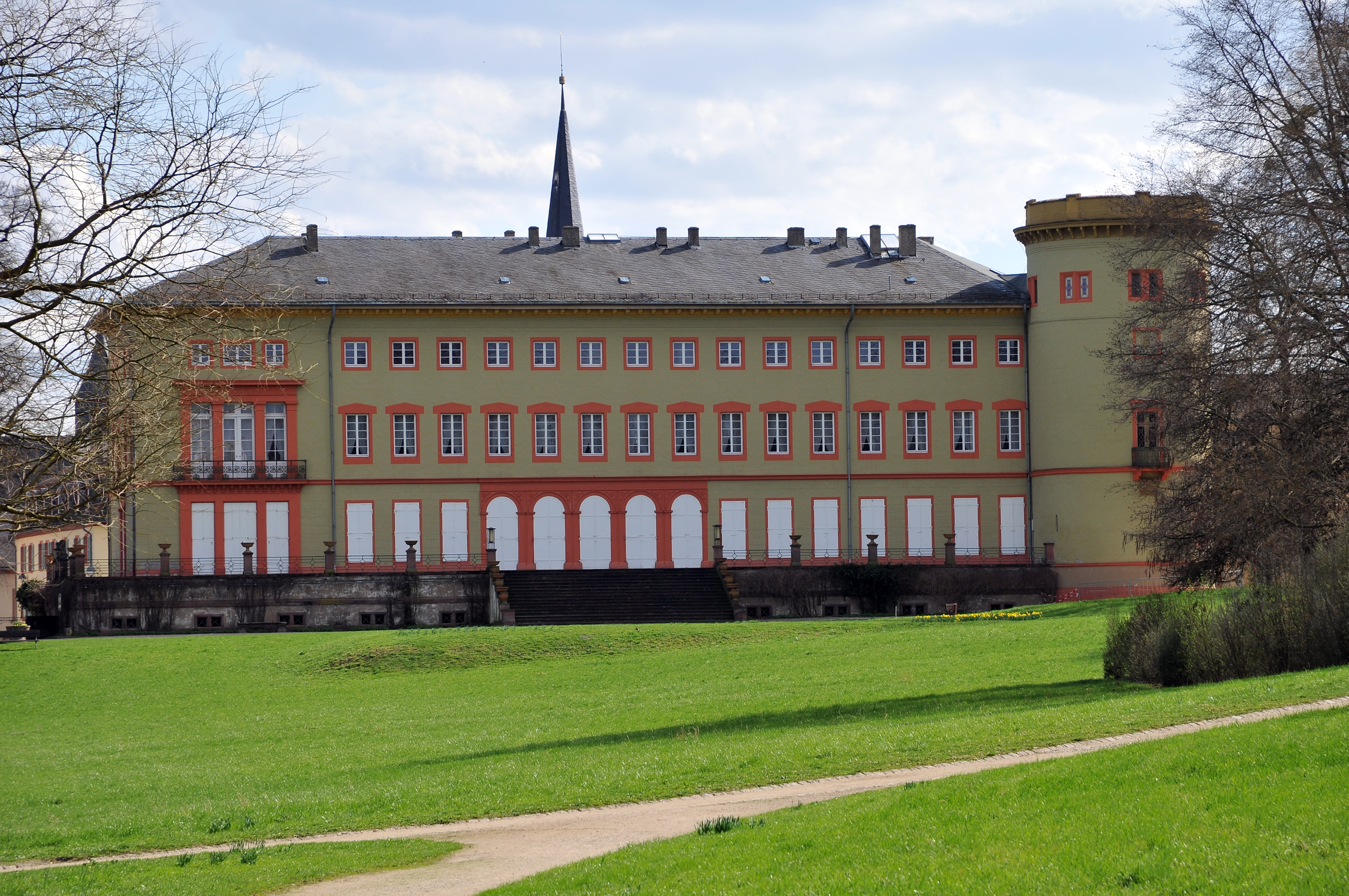
Schloss Herrnsheim

Ab 1808 ließ Emmerich Joseph von Dalberg das Herrnsheimer Schloss durch Johann Philipp Mattlener nach Plänen von Jakob Friedrich Dyckerhoff wiederherstellen und grundlegend umbauen.

## Tod
Emmerich Joseph Herzog von Dalberg starb am 27. April 1833 auf Schloss Herrnsheim und wurde in der Dalbergkapelle der Ortskirche St. Peter beigesetzt. Er hinterließ in großem Umfang Papiere, die zu einem großen Teil wissenschaftlich noch nicht ausgewertet sind. Dazu zählen eine begonnene, aber nie zu Ende geschriebene Autobiografie, Tagebuchaufzeichnungen und Korrespondenz. Die einzige Monografie, die über ihn erschienen ist, behandelt nur die erste Zeit seines Wirkens bis zum Eintritt in französische Dienste 1810.